# Anataboshi
Anataboshi ou Anata Boshi (アナタボシ, lit. "Sua Estrela") foi o single de estreia do grupo MilkyWay.

## História
O single foi lançado em 30 de abril de 2008 no Japão pela gravadora Zetima.  Ficou classificado entre os 3º singles mais vendidos na Oricon. Teve uma edição limitada com uma capa e cartilha diferentes, e o formato foi em "single V"  (um DVD que contém os vídeos musicais e um making of). 
As canções foram cantadas por Koharu Kusumi do grupo Morning Musume com participação de Sayaka Kitahara e Yū Kikkawa do grupo Hello! Pro Egg. Elas também interpretaram as personagens Kirari Tsukishima, Noël Yukino e Cobeni Hanasaki, cantoras fictícias do anime Kilari (Kirarin Revolution). 
Anataboshi foi a sexta abertura (exibida nos episódios 103 até ao 128), e o "lado B" San-San Go-Go foi o décimo encerramento (exibido nos episódios 103 até ao 115). As canções também foram incluídas nos álbuns Kirari to Fuyu e Best Kirari da cantora Tsukishima Kirari starring Kusumi Koharu (Morning Musume) e na compilação Petit Best 9 por Hello! Project.

Capa do single (Edição regular).

## Lista de faixas

### CD
1. "Anataboshi" (アナタボシ)
2. "Sansan GOGO" (サンサンGOGO)
3. "Anataboshi (Instrumental)"

### Single V
1. "Anataboshi"
2. "Milky Way no One Point Dance Lesson" (MilkyWayのワンポイントダンスレッスン)
3. "Anataboshi (Dance Shot Version)" (アナタボシ (Dance Shot Ver.))
4. "Making of" (メイキング映像)